# Double Dubliners
Double Dubliners er et studiealbum af The Dubliners udgivet i 1972. Det er også kendt under navnet Alive and Well, under hvilket det blev genudgivet i 1973.
De medvirkende er Ronnie Drew, Luke Kelly, Barney McKenna, Ciaran Bourke og John Sheahan.
Af notable numre kan nævnes "The Rebel", der er et digt af Pádraig Pearse, som Ronnie Drew reciterer. Desuden er der "The Sun Is Burning" og "The Night Visiting Song", som begge synges af Luke Kelly. I december 1983 blev "The Night Visiting Song" den sidste sang, som Kelly sang på irsk tv.
Albummet er produceret af Phil Coulter som også har skrevet sangen "Free The People", der er første nummer på pladen.

## Spor[2]
| 1. | "Free the People"                         |  |
| 2. | "The Louse House of Kilkenny"             |  |
| 3. | "The Springhill Disaster"                 |  |
| 4. | "The Musical Priest/The Blackthorn Stick" |  |
| 5. | "Champion at Keeping Them Rolling"        |  |
| 6. | "The Sun Is Burning"                      |  |

| 1. | "Gentleman Soldier"             |  |
| 2. | "The Rebel"                     |  |
| 3. | "The Gartan Mother's Lullaby"   |  |
| 4. | "Drops of Brandy/Lady Carberry" |  |
| 5. | "Smith of Bristol"              |  |
| 6. | "The Night Visiting Song"       |  |